# Сия (приток Северной Двины)
Сия — река в Архангельской области России, левый приток Северной Двины.
Длина — 61 км, площадь водосборного бассейна — 289 км².
Берёт начало из озера Сиягозеро на высоте 34 м над уровнем моря. Протекает в юго-восточном направлении по территории Холмогорского района через озёра Долгое, Полозеро, Пунанец, Дудница, Большое Михайловское (Михайлово), Чёрная Лахта, Плоское и Плешково (Мельничное). Соединяется с озёрами Большой Волгуш, Куст-озеро, Нюхчезеро, Прокшино, Сияг-озер (Сигозеро). Впадает в Северную Двину в 216 км от её устья. На большей части протекает по территории Сийского заказника.
По данным наблюдений с 1976 по 1985 год среднегодовой расход воды в районе деревни Старая Мельница (6,1 км от устья) составляет 2 м³/с. Крупных притоков не имеет, принимает воды рек Немря (впадает в озеро Дудница) и Юрмала (впадает у устья).
В верхнем течении пересекает региональную автодорогу 11Р001 «Брин-Наволок — Каргополь», в нижнем — федеральную трассу «Холмогоры» М8. На реке расположены деревни Старая Мельница, Высокое, Малая Гора, Заполье, Погост, Болото, Усолье, Большая Гора, Слободка и Толокново, объединяемые в единый куст деревень под названием Сия. На озёрах Большом Михайловском и Чёрной Лахте, через которые проходит река, расположены деревни Рехачевы (Мельница), Кулига и Залебедка, а также Антониево-Сийский монастырь. Вблизи устья из деревни Толокново в деревню Погост через реку перекинут Ильинский мост.
| Средний расход воды (м³/с) реки Сии по месяцам и за год с 1976 по 1985 гг. (замеры производились на гидрологическом посту в районе д. Старая Мельница, в 6,1 км от устья) |

## Данные водного реестра
- Бассейновый округ — Двинско-Печорский
- Речной бассейн — Северная Двина
- Речной подбассейн — Северная Двина ниже места слияния Вычегды и Малой Северной Двины
- Водохозяйственный участок — Северная Двина от впадения реки Ваги до устья, без реки Пинеги